# Chiến khu Tân Trào

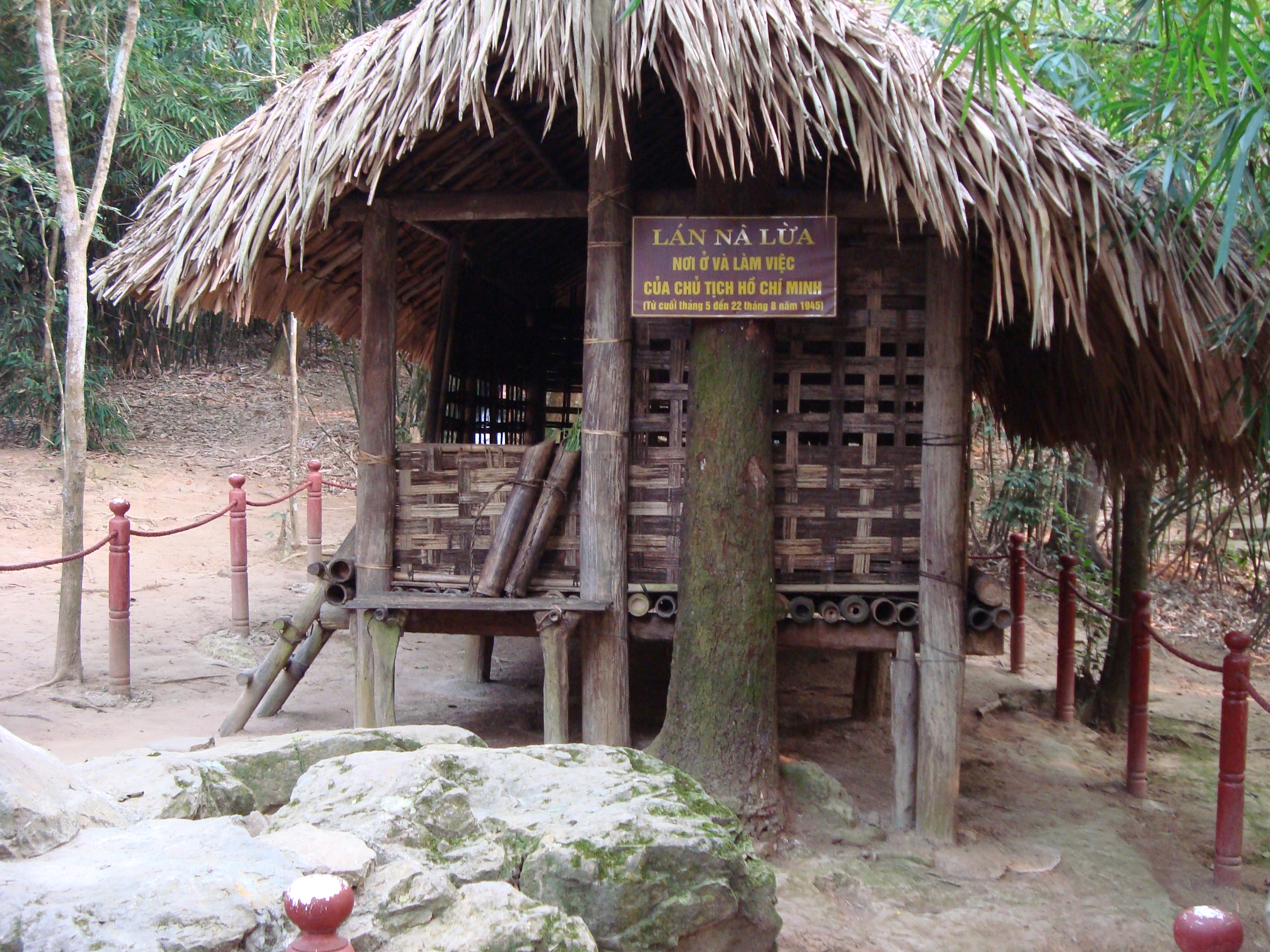
Lán Nà Lưa

Chiến khu Tân Trào là khu di tích lịch sử của cách mạng Việt Nam thời kỳ Cách mạng tháng Tám. Hiện nay, nơi đây đã được thủ tướng chính phủ Việt Nam đưa vào danh sách xếp hạng 130 di tích quốc gia đặc biệt. Tân Trào là thủ đô lâm thời của khu giải phóng, nơi Đảng Cộng sản Việt Nam tiến hành hội nghị toàn quốc ngày 13 tháng 8 năm 1945 để quyết định tổng khởi nghĩa. Đại hội quốc dân đã họp tại đây ngày 16 tháng 8 năm 1945, thông qua 10 chính sách lớn của Việt Minh, bầu ra một chính phủ lâm thời do Hồ Chí Minh làm chủ tịch và quân giải phóng Việt Nam làm lễ ra quân.
Tân Trào là tên mới, được hợp nhất từ hai xã Tân Lập và Hồng Thái vào năm 1945 (trước đây còn gọi là Kim Long và Kim Châu).

## Vị trí địa lý
Khu di tích lịch sử Tân Trào nằm trong một thung lũng nhỏ thuộc huyện Sơn Dương, tỉnh Tuyên Quang, cách Thành phố Tuyên Quang khoảng 41 km, cách Hà Nội khoảng 150 km, với diện tích khoảng 6.633 ha. Đây là vùng đồi núi thấp, có độ cao trong khoảng từ 95 đến 814 m. Khu vực này nằm trong lưu vực sông Lô, sông này đổ vào sông Hồng tại Việt Trì.
Chiến khu Tân Trào ghi đậm dấu ấn của cách mạng Việt Nam và ngày nay đây là một địa chỉ du lịch thu hút nhiều du khách.

## Các địa danh nằm trong chiến khu

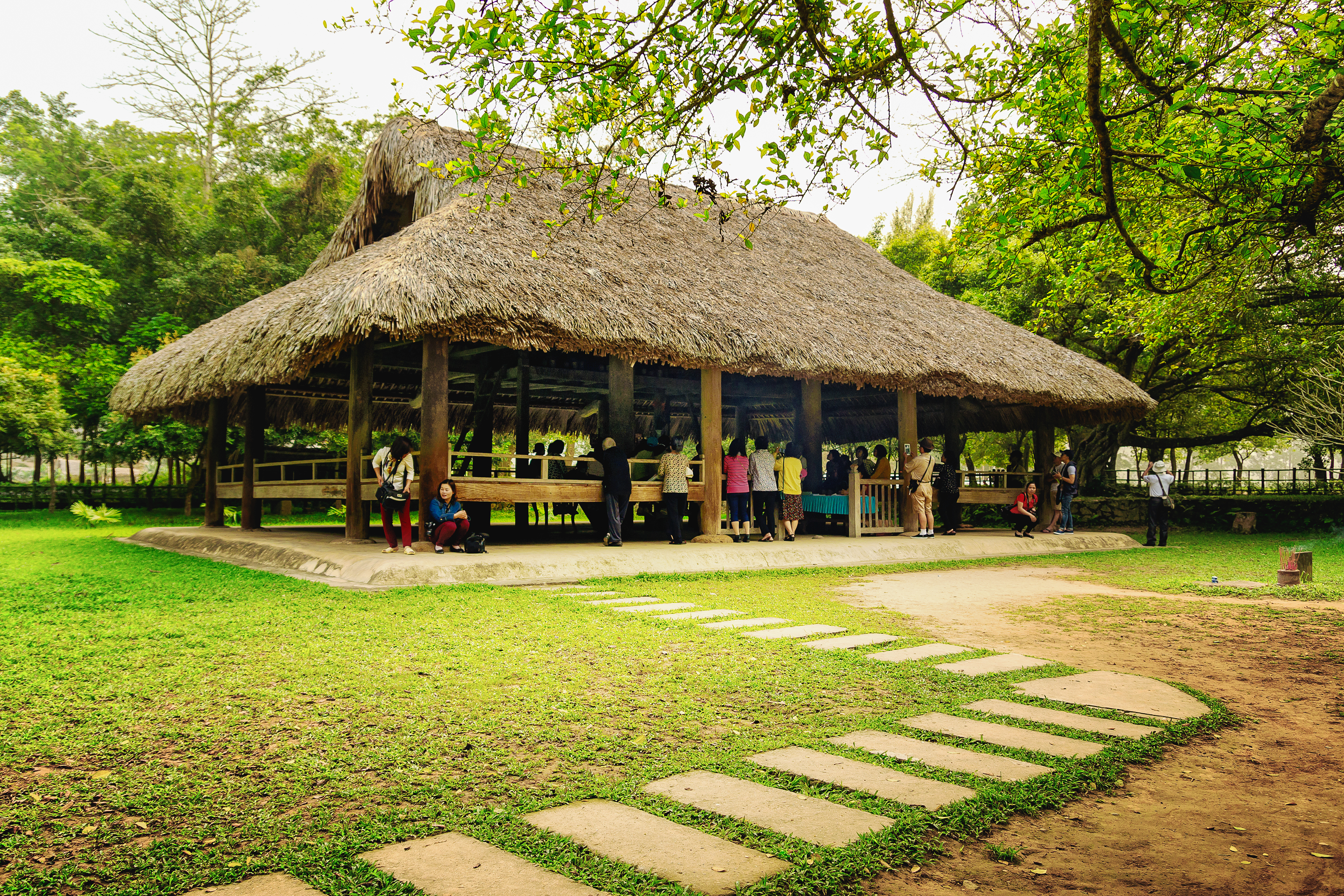
Đình Tân Trào

Đình Tân Trào là một đình nhỏ được xây dựng vào năm 1923 theo kiểu nhà sàn, cột gỗ, ba gian hai chái, mái lợp lá cọ, sàn lát ván, để đáp ứng nhu cầu tín ngưỡng và là nơi hội họp, sinh hoạt văn hoá của dân làng. Đình thờ 8 vị thành hoàng làng đại diện cho các thần sông, thần núi của làng Tân Lập, xã Tân Trào. Dưới mái đình này, ngày 16 tháng 8 năm 1945 đã họp Quốc dân Đại hội để quyết định lệnh tổng khởi nghĩa, 10 chính sách lớn quy định quốc kỳ, quốc ca và cử ra một chính phủ lâm thời. Vào ngày 20/3/1961, Hồ Chí Minh đã về thăm lại quê hương cách mạng Tân Trào.
Đình Hồng Thái cách đình Tân Trào gần 1 km trên đường đi Sơn Dương, đình được xây dựng tại địa phận của làng Cả, xã Tân Trào. Năm 1919, đình có tên là đình Làng Cả hay đình Kim Trận. Đình Hồng Thái còn là trạm giao liên và là nơi huấn luyện quân sự trong suốt thời kỳ kháng chiến. Đình còn là điểm dừng chân của các đại biểu toàn quốc về dự Quốc dân Đại hội, là trạm thường trực của "An toàn khu của Trung ương đóng ở Tân Trào".
Lán Nà Lừa đây là một căn lán nhỏ, nằm ở sườn núi Nà Nưa, cách làng Tân Lập gần 1 km về hướng đông, lán Nà Nưa được dựng bằng tre theo kiểu nửa sàn, nửa đất của người miền núi, dưới các đám cây rậm rạp. Lán Nà Nưa do đơn vị giải phóng quân dựng để Hồ Chí Minh ở và làm việc từ tháng 6 năm 1945 đến cuối tháng 8 năm 1945. Lán Nà Nưa có hai gian nhỏ, gian bên trong là nơi Hồ Chí Minh nghỉ ngơi, còn gian ngoài là chỗ Hồ Chí Minh làm việc và tiếp khách. Tại đây, ngày 4 tháng 6 năm 1945, Hồ Chí Minh đã triệu tập Hội nghị cán bộ để củng cố căn cứ địa cách mạng, thành lập khu giải phóng và Quân giải phóng, chuẩn bị Hội nghị toàn quốc của Đảng và Quốc dân Đại hội.
Cây đa Tân Trào cách đình Tân Trào khoảng 500 mét về phía Đông. xem trên bản đồ tại đây
Dưới bóng cây đa này, chiều ngày 16 tháng 8 năm 1945, Việt Nam Giải phóng quân đã làm lễ xuất quân trước sự chứng kiến của nhân dân Tân Trào và 60 đại biểu. Võ Nguyên Giáp đọc bản Quân lệnh số 1 và ngay sau đó hành quân về giải phóng Hà Nội.
Lán Hang Bòng là nơi làm việc của Trung ương Đảng Cộng sản Việt Nam, Chính phủ và Hồ Chí Minh ở Việt Bắc trong thời kỳ chống Pháp (1946-1954). Hang cách không xa Hồng Thái, Tân Trào. Từ năm 1950 đến năm 1951, Hồ Chí Minh ở hang này, trực tiếp đi chỉ đạo chiến dịch Biên giới (1950) và Đại hội Đảng toàn quốc lần thứ hai (tháng 2 năm 1951).
Ngoài ra, khu di tích Tân Trào còn có những di tích có giá trị lịch sử và du lịch khác như: Bản Khuổi Kịch, đình Thanh La, Vực Thia, làng Tân Lập, lán Cảnh Vệ - Điện Đài, lán Đồng Minh, sân bay Lũng Cò, đèo Chắn, Đồng Man - Lũng Tẩu, Khấu Lẩu - Vực Hồ, Ban Tuyên huấn Trung ương, hang Thia, hang Bòng, thôn Lập Binh, xã Trung Yên, hầm An toàn của Bác, hầm Trung ương Đảng, hầm Chính phủ và Bảo tàng Tân Trào.